# Ancylus aduncus
Ancylus aduncus е вид коремоного от семейство Planorbidae.

## Разпространение
Видът е разпространен в Португалия (Мадейра).

## Описание
Популацията на вида е стабилна.